# Kazunari Hosaka
Kazunari Hosaka (jap. 保坂 一成 Hosaka Kazunari; ur. 24 marca 1983) – japoński piłkarz występujący na pozycji pomocnika. Obecnie występuje w Ventforet Kōfu.

## Kariera klubowa
Od 2005 roku występował w klubach Ventforet Kōfu i Fagiano Okayama.